# Kunststoff (Kulturmagazin)
Kunststoff war ein Kulturmagazin aus Mitteldeutschland, das vom Plöttner Verlag in Leipzig verlegt und vertrieben wurde. Neben der Printausgabe wurde eine Online-Version herausgegeben. Der Name Kunststoff steht als  Wortspiel für eine  unorthodoxe Herangehensweise an Kunst.
Die erste Ausgabe erschien als „Heft 0“ im Oktober 2005. Nach einer Pause gab es das Magazin ab Juli 2009 wieder. 2011 wurde die Zeitschrift mit Heft 24 eingestellt.
Die vierteljährlich erschienene Printausgabe umfasste die Bereiche Theater, Literatur, Bildende Kunst, Musik, Lebenskultur und Film im deutschsprachigen Raum. Neben diesen Themen bot das Magazin Rezensionen und Informationen zu Veranstaltungen wie Lesungen und Konzerten. Auf der Homepage von Kunststoff waren neben ausgewählten Artikeln der Printausgabe auch ein Veranstaltungskalender sowie ein Marktplatz zu finden.
Kunststoff war auch der Name der Zeitschrift Kunststoff – Kulturmagazin für Trier, Luxemburg, Saarbrücken, die von 1980 bis 1986 vom Verein für Kulturarbeit Trier  in Trier herausgegeben wurde.